# Symphonie no 8 de Vaughan Williams
Pour les articles homonymes, voir Symphonie no 8.
La Symphonie no 8 en ré mineur est une œuvre de Ralph Vaughan Williams, dédiée à Sir John Barbirolli.
La création en a été faite par le Hallé Orchestra sous la direction de John Barbirolli en mai 1956 au Free Trade Hall de Manchester.
Elle comprend quatre mouvements et son exécution dure environ une demi-heure.
- Fantasia (Variazioni senza Tema)
- Scherzo alla Marcia (per stromenti a fiato)
- Cavatina (per stromenti ad arco)
- Toccata

La composition de cette symphonie comporte quelques particularités : le premier mouvement étant un ensemble de variations sans thème, le deuxième mouvement est réservé aux vents, le troisième aux cordes. Le compositeur fait également appel à nombreux claviers aux percussions (vibraphone, xylophone, glockenspiel, ...).